# Deflagración de escape

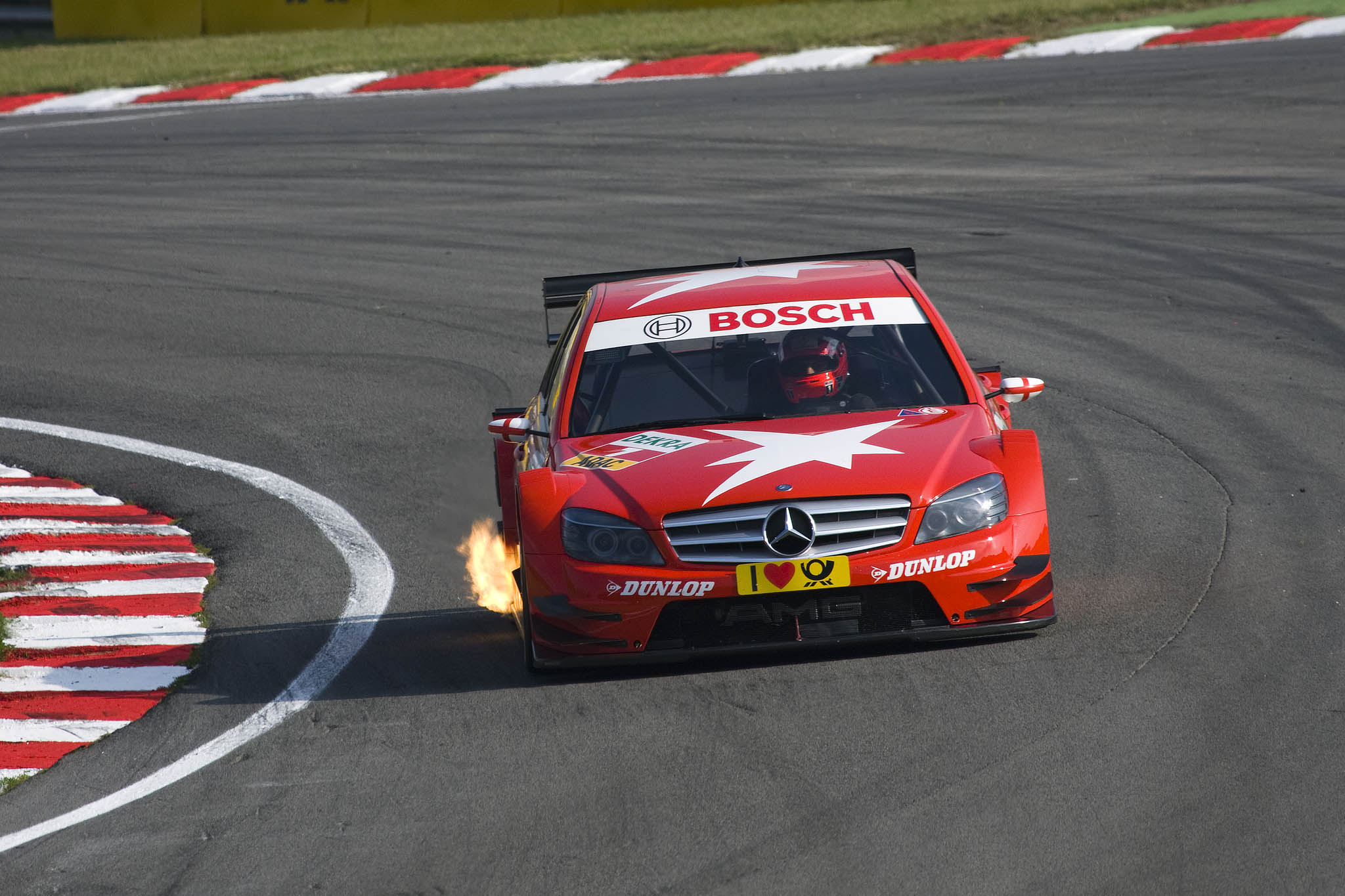
Vehículo de DTM provocando una deflagración de escape.

Una deflagración de escape es una explosión producida por un motor de combustión interna en funcionamiento que ocurre en el sistema de admisión o de escape en lugar de la cámara de combustión. Una explosión en el conducto de admisión, carburador, o filtro de aire de un motor ocurrirá normalmente cuando las válvulas de admisión no están cerradas antes de la explosión. También se utiliza el mismo término cuando el combustible o los hidrocarburos explotan en algún lugar del sistema de escape. Si esto sucede, del tubo de escape saldrá momentáneamente una llamarada visible. De cualquiera de las dos maneras aparece un sonido pulsante, junto con una posible pérdida de potencia y de empuje. Una deflagración de escape es un fenómeno que no tiene nada que ver con el producido por los dragsters de Top Fuel.

## Explicación
Una deflagración de escape en un automóvil es el típico resultado de varios fallos relacionados con la relación entre aire y gasolina que entra en los cilindros del motor. Este fenómeno puede ocurrir en motores a carburación cuando existe una alta proporción de aire en la mezcla, o cuando la fase de ignición se encuentra muy adelantada. Mientras el motor funciona con una alta cantidad de aire o si hay menos tiempo para que el combustible se inflame dentro de su cámara de combustión, existe una tendencia a que se produzca una combustión incompleta. Esto es causado por un fallo en la ignición. El resultado es que el combustible sin quemar o los hidrocarburos inflamables se distribuyen al colector de escape, donde pueden explotar sin previo aviso. Otra situación en la que se produce una deflagración de escape es cuando al motor le llega una mezcla demasiado rica en gasolina y no se produce una combustión completa durante el ciclo de cuatro tiempos, con un resultado muy similar.
Al arrancar el motor, el encendido se encuentra muy adelantado, con la intención de que la bujía haga su trabajo antes de que las válvulas de entrada se cierren. La llama puede viajar hacia atrás, a través del colector de admisión, haciendo ignición del aire y la gasolina que allí se encuentren. La explosión que aparece como resultado sigue desplazándose hacia atrás, atravesando el carburador y el filtro de aire. Un filtro de aire corriente permitirá escapar a los gases producidos por la explosión, pero será capaz de detener la llama producida. En muchos motores marinos fuera-borda de pequeño tamaño, no se usa un filtro de aire. En su lugar, se coloca una malla sobre la admisión del carburador para detener las llamaradas, evitando así el peligro de ignición del combustible o los vapores que produce y de esta manera bloqueando cualquier posible explosión del barco. Un carburador inadecuadamente reglado, que crea una mezcla demasiado pobre durante la aceleración puede ser la causa de que la mezcla explote muy lentamente, de tal manera que se siga produciendo la explosión durante el tiempo de escape, e incluso cuando se abren las válvulas de admisión. De esta manera, la llama puede viajar por todo el sistema de admisión y causar una deflagración. En esta situación, es posible que una deflagración de escape ocurra simultáneamente en los coductos de admisión y de escape.

## Causas
Las deflagraciones de escape ocurren en motores que tienen un fallo en el sistema de escape, como un problema en la válvula EGR, pérdidas en el escape, o cuando el convertidor catalítico ha sido quitado. En algunos vehículos de alto rendimiento, cuando el conductor sube de marcha y libera el acelerador, el motor funciona con una mezcla rica durante un momento. Esto causa una combustión incompleta que provoca que los gases exploten en el sistema de escape, junto a un sonido bien audible. De todas formas, esta condición es el resultado de funcionar con materiales anticontaminantes, y parece no provocar daño alguno.
Un motor a inyección también puede causar deflagraciones si existe alguna pérdida en el sistema de admisión, provocando que el motor funcione con una mezcla pobre; o si algún caudalímetro está defectuoso.
Las causas más comunes de las deflagraciones de escape son:
- Gestión de la ignición mala o sin regular. Es la causa de deflagraciones por los sistemas de admisión y escape.
- Cableado eléctrico incorrecto en el sistema de ignición, que también puede llevar a problemas con las deflagraciones.
- Baja presión de combustible, filtro de combustible obstruido o bomba de gasolina débil. Todos estos fallos provocan la producción de una mezcla demasiado pobre.
- Catalizador dañado o ausente, que puede ser la causa de deflagraciones por el escape.

## Aplicaciones
En motorizaciones de diseños antiguos, las deflagraciones pueden ser comunes o incluso inevitables. Hoy en día, son muy extrañas en los vehículos, que equipan inyección de combustible y mezclas controladas electrónicamente.
En las carreras de dragster, las deflagraciones en la admisión normalmente provocan la destrucción de todo el sistema de admisión, carburadores, supercargadores y a veces, el motor entero.
En los coches con escapes deportivos, tanto instalados de fábrica como hechos como repuestos o accesorios, son mucho más propensos a provocarlas. En algunas circunstancias la deflagración es vista como un atractivo adicional del automóvil. Por ejemplo, en el TVR Cerbera, se equipa un escape de orientación deportiva que produce frecuentes deflagraciones durante el frenado motor.

## Hechos a propósito
Los tanques y las buques navales pueden usar un sistema de inyección de combustible o "aceite de niebla" especial en el escape para producir una pantalla de humo. En lugar de quemarlo, el aceite normalmente se evapora y se recondensa en un lugar hecho para tal, pero bajo condiciones anormales puede prenderse fuego o incluso explotar.
Algunos coches excesivamente modificados para mejorar su apariencia visual y sin el propósito de circular por carretera, pueden estar equipados con inyectores de gasolina en el escape, o incluso, con pequeños lanzallamas completamente separados del escape real.